# Cage the Elephant
Cage the Elephant — американская рок-группа из города Боулинг-Грин (штат Кентукки), образованная в середине 2006 года. Первый альбом группы был выпущен в 2008 году; на него повлияли такие стили, как классический рок, фанк, блюз. Второй альбом группы Thank You, Happy Birthday отображает сильное влияние тяжёлого рока, фанка, блюза и таких групп, как Pixies.

## История

### Ранние годы и дебютный альбом (2007—2010)
Несколько членов Cage the Elephant ранее играли в группе Perfect Confusion.
В первоначальный состав группы входили братья Мэтт и Брэд Шульцы и Джаред Чемпион, которые были знакомы ещё со школы. Позже к ним присоединились гитарист Линкольн Периш и басист Дэниел Тиченор. Впятером они сначала играли только на родине в штате Кентукки.
Группа подписала контракт с Relentless Records после выступления в 2007 году на музыкальном фестивале South by Southwest, проходившем в Техасе, а затем переехали в Лондон, Англия. Они издали одноимённый альбом 23 июля 2008 года в Великобритании и 21 апреля 2009 в США, Японии, Австралии и Канаде. Альбом получил в основном благоприятные отзывы. Сингл «Ain’t No Rest for the Wicked» достиг 32 места в британском хит-параде.
У себя на родине Cage the Elephant приобрели известность только весной следующего года. Первый альбом достиг только 67-го места, однако оставался в чартах полтора года и принёс известность в США.
В августе 2007 года Cage the Elephant впервые выступили на фестивале Lollapalooza в Чикаго, и вернулись туда в августе 2009, так же San Francisco’s Outside Lands Music and Arts Festival 30 августа 2009. До их возвращения на Lollapalooza группа дважды — июнь 2007 и 2009, — играла на фестивале Bonnaroo.
Cage the Elephant появились на разогреве в туре с The Pigeon Detectives в начале 2008 года, а также Silversun Pickups и Manchester Orchestra в 2009. В июле 2009 года группа выступила на «Шоу с Дэвидом Леттерманом» и исполнила песню «Ain’t No Rest for the Wicked», которая так же звучала в игре Borderlands (2009) от Gearbox Software и кинофильме «Охотник за головами» (2010).
10 ноября 2009 года был выпущен сингл Back Against the Wall.

### Thank You, Happy Birthday(2011—2012)
Второй альбом группы, Thank You, Happy Birthday, был выпущен в январе 2011 и удостоился высоких оценок от критиков. Альбом был продан тиражом в 39 000 копий за первую неделю в США, дебютировав на втором месте в Billboard 200, уступив альбому Showroom of Compassion группы Cake.
На протяжении всего года группа поддерживала альбом на живых выступлениях. Так же они появились на нескольких вечерних шоу, таких, как «Late Show with David Letterman» и «The Tonight Show with Jay Leno». Также Cage the Elephant выступали на музыкальных фестивалях, таких, как Coachella и Glastonbury Festival. В конце второй половины года Cage the Elephant выступала на разогреве Foo Fighters, которые были в турне в поддержку своего нового альбома Wasting Light. В октябре у барабанщика группы, Джареда Чемпиона, случился разрыв аппендикса, что потребовало срочного медицинского вмешательства. Дэйв Грол, фронтмен группы Foo Fighters и бывший барабанщик Nirvana, заменял Джареда, пока тот не выздоровел.
Хит группы, песня Shake Me Down, была номинирована на премию MTV Music Video Award в категории Best Rock Video, но проиграла клипу «Walk» Foo Fighters.
Количество слушателей CtE быстро росло в течение всего 2011 года. Несмотря на то, что группа была сформирована в середине 2000-х, она получила первое место по результатам опроса читателей как «Лучшая новая группа 2011 года» в журнале Rolling Stone. Sleeper Agent, другая группа из Боулин Грин и близкие друзья Cage the Elephant, попали на второе место. Журнал также включил альбом Thank You, Happy Birthday в список 15 лучших альбомов того года. В 2011 году Cage the Elephants и Manchester Orchestra приступили к совместному турне, со Sleeper Agent в качестве группы для разогрева.
В январе 2012 года группа выпустила концертный альбом под названием Live from The Vic in Chicago, записанный во время турне 2011 года и гастролей с фестиваля Big Day Out.

### Melophobia(2013 — настоящее время)
Cage the Elephant переехали в студию для записи своего третьего альбома в первой половине 2013 года. 1 августа 2013 года на официальном канале группы на YouTube появился тизер нового сингла «Come a Little Closer». Также было объявлено, что сама песня выйдет 8 августа, а 11 августа она станет доступной для покупки в iTunes. Из интервью с Мэттом Шульцем, которое он дал iHeartRadio во время фестиваля Lollapalooza 2013, стало известно, что название нового альбома — Melophobia. Предварительная дата выхода альбома — 8 октября 2013 года. Также группа собирается начать турне совместно с Muse осенью этого же года.
В декабре 2013 года соло- гитарист Линкольн Периш покинул группу. Он решил сконцентрироваться на своей продюсерской компании TalkBoxRodeo. В интервью он заявил: «Прежде всего я хочу быть продюсером». Новый соло-гитарист пока не выбран, но на живых выступлениях Линкольна заменял Ник Ботраф.
12 февраля 2017 года альбом Tell Me I’m Pretty получил премию «Грэмми» как лучший рок-альбом года.
27 января 2020 года альбом Social Cues также получил премию «Грэмми» в номинации «Лучший рок-альбом года».

## Состав
- Мэттью Шульц — вокал, фортепиано
- Брэд Шульц — ритм-гитара, бэк-вокал
- Дэниел Тиченор — бас-гитара, бэк-вокал
- Джаред Чемпион — ударные, перкуссия

Бывшие участники:
- Линкольн Периш — соло-гитара

## Дискография
Студийные альбомы
- Cage the Elephant (2008)
- Thank You, Happy Birthday (2011)
- Melophobia (2013)
- Tell Me I'm Pretty (2015)
- Social Cues (2019)
- Neon Pill (2024)

Live альбомы
- Live from the Vic in Chicago (2012)
- Unpeeled (2017)